# Propaganda na União Soviética
A propaganda comunista na União Soviética era amplamente baseada na ideologia marxista-leninista para promover a linha do Partido Comunista. A propaganda comunista era uma das muitas formas da União Soviética controlar os seus cidadãos. Em sociedades com alta predominância de censura, a propaganda era onipresente e muito eficiente. Na era Stalin penetrou até mesmo as ciências naturais e sociais, dando origem a várias teorias pseudocientíficas, como o Lysenkoismo, enquanto áreas de conhecimento verdadeiro, tais como a genética, cibernética e linguística comparativa, eram condenadas e proibidas, sendo consideradas "pseudociências burguesas". "Com as verdades reprimidas, mentiras em cada campo foram incessantemente esfregadas na imprensa, em intermináveis reuniões, na escola, em manifestações de massa, na rádio."
O principal órgão de censura soviético, Glavlit, foi empregado não só para eliminar quaisquer materiais impressos indesejáveis, mas também "para garantir que a versão ideológica correta fosse colocada em cada item publicado". Dizer qualquer coisa contra a "linha partidária" era punido com execução e prisão nos campos de concentração Gulag, em que os réus eram submetidos a psiquiatria punitiva e outras formas de tortura.
"Hoje um homem fala livremente apenas com sua esposa - à noite, com os cobertores tampando a sua cabeça", disse o escritor Isaac Babel a um amigo de confiança.

## Teoria de Propaganda
De acordo com o historiador Peter Kenez, "os socialistas russos nada contribuíram para a discussão teórica das técnicas de persuasão de massas. ... Os Ogres nunca procuraram e não encontraram métodos diabolicamente inteligentes para influenciar as mentes das pessoas a ponto de lhes fazer lavagem cerebral." Essa falta de interesse, diz Kenez, "partiu da sua noção de propaganda. Eles pensavam na propaganda como sendo parte da educação."

## Mídia

### Escolas e as organizações juvenis
Um importante objetivo da propaganda comunista era o de se criar um novo homem. As escolas e as organizações da juventude comunista, como as organizações de pioneiros e a Komsomol, serviam para tirar as crianças da "pequena família burguesa" e doutrinar a próxima geração com o estilo de vida coletivista. A ideia de que a educação das crianças era de responsabilidade dos pais foi explicitamente rejeitada.

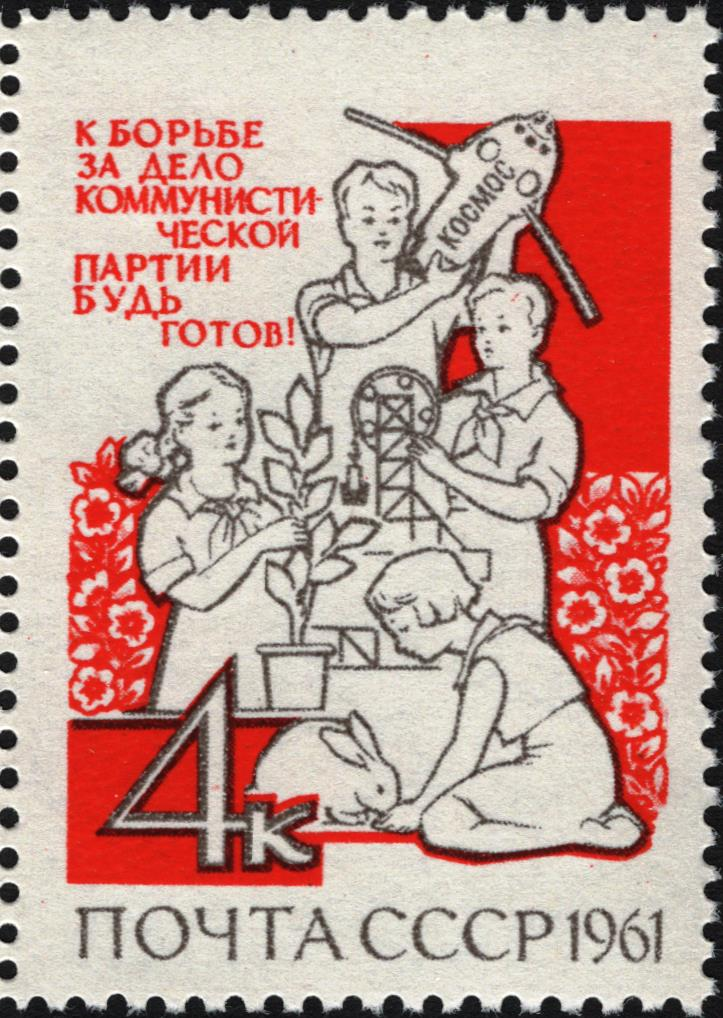
Jovens Pioneiros com seus slogans

Um teórico da educação soviética declarou:
| “ | Nós devemos transformar os jovens em uma geração de comunistas. As crianças, assim como uma cera macia, são maleáveis e deveriam ser moldadas para se tornarem bons comunistas... Devemos salvar as crianças da influência nociva da família... Precisamos nacionalizá-las. Desde os pequenos dias de suas vidas, elas devem se encontrar sob a influência benéfica das escolas comunistas... Obrigar a mãe a entregar sua criança ao Estado Soviético - esta é a nossa tarefa. | ” |

Aos que nasceram após a Revolução era dito explicitamente que deveriam criar uma utopia de fraternidade e justiça e não serem iguais aos seus pais, mas inteiramente Vermelhos. "Cantos de Lenin" e "santuários políticos para a exibição de propaganda sobre o fundador do estado soviético, que se assemelhava a uma divindade" foram estabelecidos em todas as escolas. As escolas conduziram marchas, canções e juramentos de lealdade à liderança soviética. Um dos objetivos era o de incutir em crianças a ideia de que elas estavam envolvidas na revolução mundial, considerada mais importante do que quaisquer laços familiares. Pavlik Morozov, que havia denunciado o seu pai para a polícia secreta NKVD, foi anunciado como um grande exemplo positivo.
Professores de economia e ciências sociais eram particularmente responsáveis por inculcar "inabaláveis" visões marxistas-leninistas.
Todos os professores estavam propensos a seguir estritamente o plano de educação das crianças, aprovado pelos superiores por motivos de segurança, que poderia causar sérios problemas em se tratando de eventos sociais os quais, por terem acabado de ocorrer, não eram incluídos no plano. Filhos de pessoas "socialmente estrangeiras" eram frequentemente alvos de abuso ou expulsos, em nome da luta de classes. No início do regime, muitos professores foram atraídos pelos planos comunistas de ensino, devido a uma paixão pela alfabetização e a aritmética que os comunistas tentavam disseminar.
O grupo dos Jovens Pioneiros era um importante fator na doutrinação de crianças. Elas eram ensinadas a serem verdadeiras e inflexíveis e a combaterem os inimigos do socialismo. Por volta dos anos 1980, essa doutrinação dominou completamente a organização.

### Rádio
Foi feito bom uso do rádio, especialmente para atingir os analfabetos; receptores de rádio eram colocados em locais comunitários onde os camponeses teriam que ouvir as notícias, como as mudanças no racionamento, e através deles recebiam transmissões de propaganda; alguns desses lugares também eram usados para cartazes.
Durante a Segunda Guerra Mundial, o rádio era usado para fazer propaganda sobre a Alemanha Nazista; prisioneiros de guerra alemães eram trazidos para falar e assegurar aos seus parentes de que estavam vivos, com propaganda sendo inserida entre o anúncio de quando o soldado falaria e de quando ele realmente de fato o fizera, no momento oportuno para que sua família pudesse se reunir.

### Cartazes

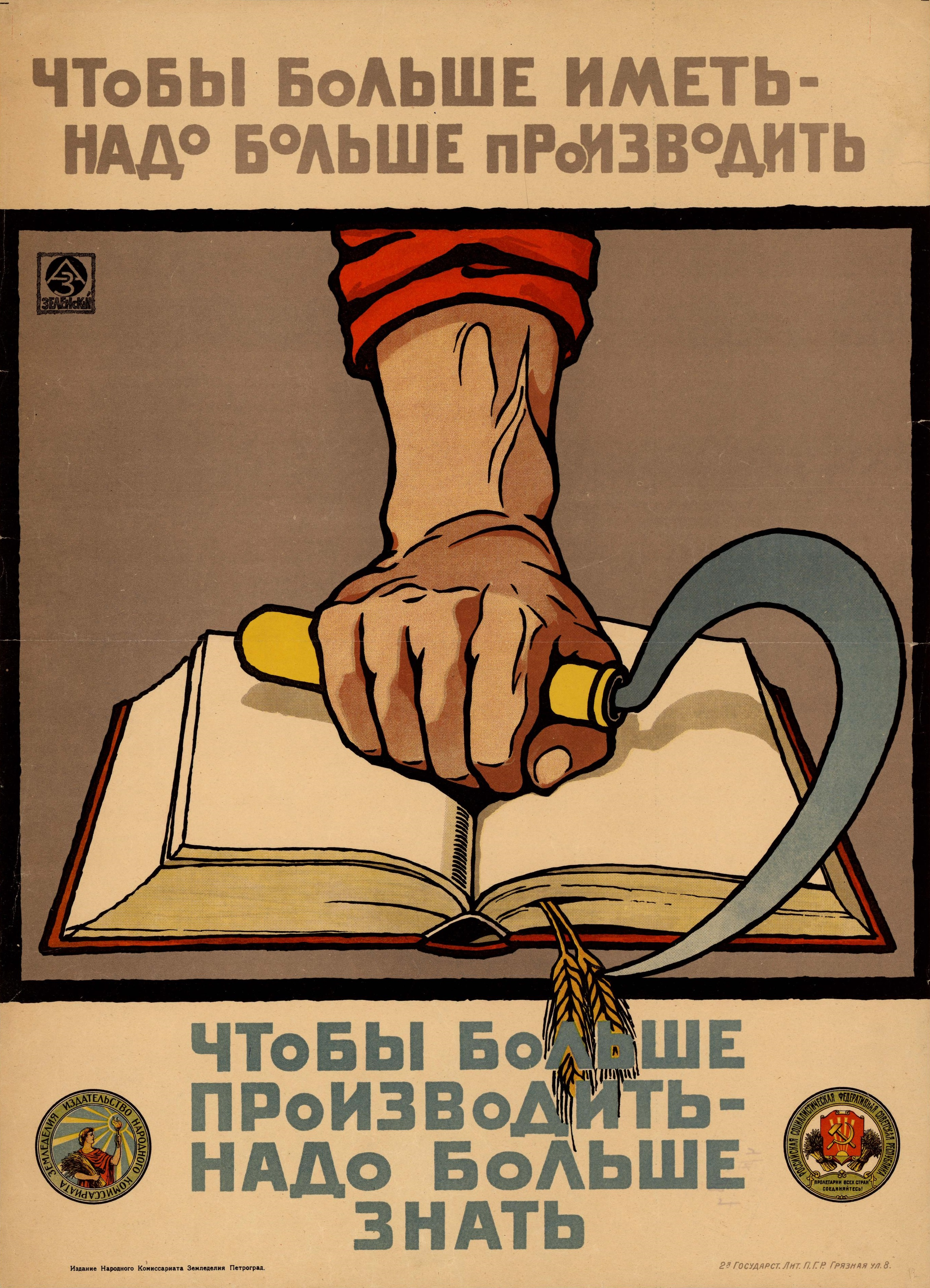
"Para se ter mais, precisamos produzir mais. Para produzir mais, temos que conhecer mais"

Os cartazes de parede foram amplamente utilizados nos primeiros dias, retratando muitas vezes os triunfos do Exército Vermelho em benefício dos analfabetos. Isso continuou durante a década de 1920.
Prosseguiu-se na Segunda Guerra Mundial com desenhos simples e ousados, ainda em prol dos menos alfabetizados.

### Cinema
Os filmes eram altamente propagandísticos, embora fossem pioneiros no campo dos documentários (Roman Karmen, Dziga Vertov). Quando a guerra parecia inevitável, dramas como  Alexander Nevsky foram escritos para preparar a população; foram retirados após o Pacto Molotov-Ribbentrop, porém voltaram a circular depois que a guerra iniciou.
Exibiam-se os filmes em teatros e através de trens-propaganda. Durante a guerra, noticiários eram exibidos em estações de metrô, de forma com que os pobres não fossem excluídos por questões financeiras. Os filmes eram filmados também com histórias sobre atividade partidária e o sofrimento infligido pelos nazistas, como em  Moça Nº 217, o qual retrata uma garota russa escravizada sendo decapitada por uma família alemã desumana.
Como o filme necessita de uma base industrial, a propaganda também tornou-se parte da produção de filme.

### Trem-propaganda
Um estabelecimento único era o trem-propaganda da Segunda Guerra Mundial, que continha jornais e cinemas móveis, além de ser dotado de palestrantes.

### Reuniões
Utilizou-se também reuniões com palestrantes. Apesar do tédio, muitas pessoas achavam que os encontros criavam a solidariedade e as faziam se sentirem importantes, mantendo-as atualizadas com as notícias.

### Palestras
As palestras foram comumente usadas para instruir de maneira apropriada cada canto da vida.
Palestras de Josef Stalin a respeito do Leninismo eram fundamentais para estabelecer que o Partido era a peça-chave da Revolução de Outubro, uma política na qual Lenin atuava, mas que não chegou a escrever de maneira teórica.

### Arte

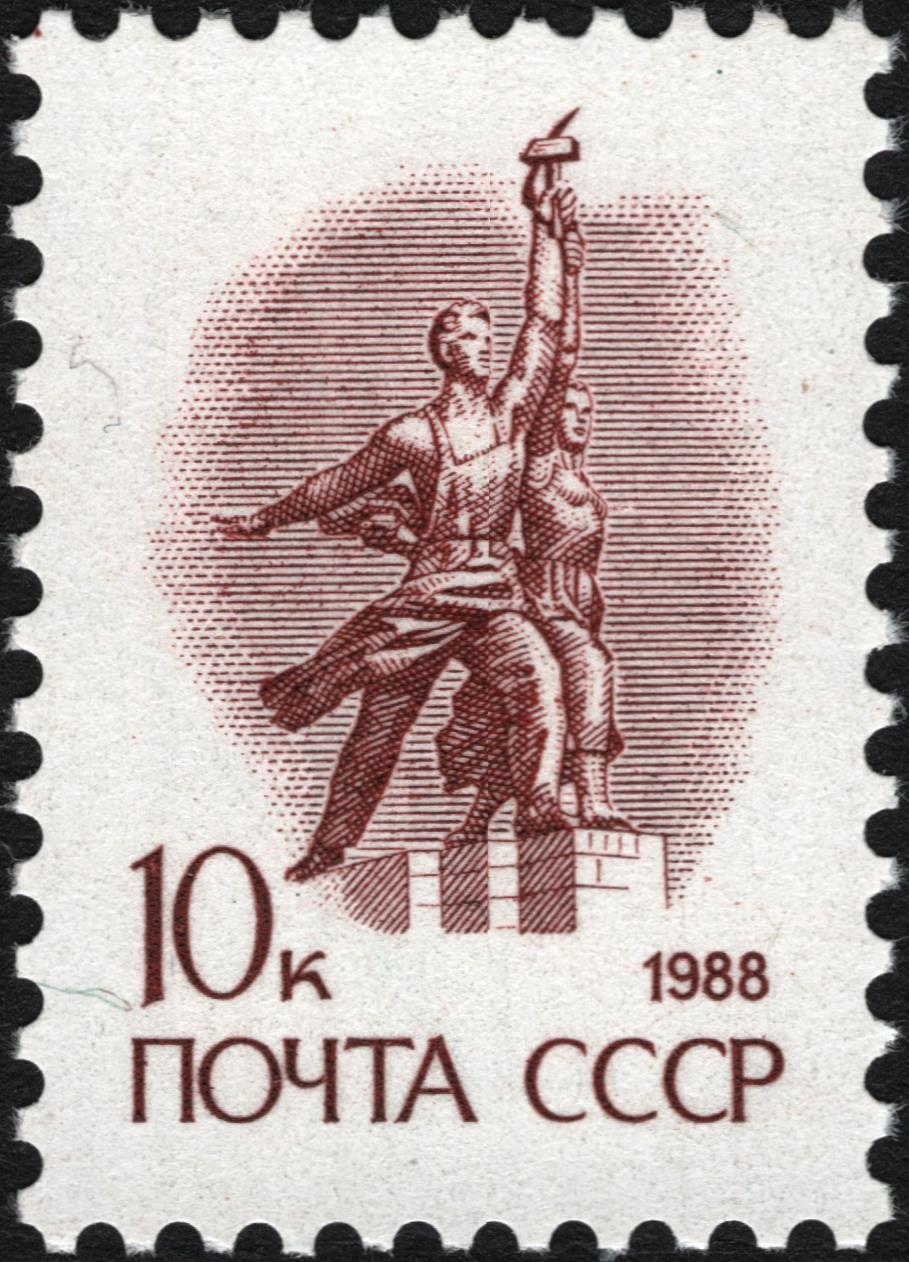
Operário e Mulher Kolkosiana comemoravam em um selo

A arte, seja ela a literatura, arte visual ou arte cênica, tinha a finalidade de propaganda. Além disso, ela deveria passar um significado claro e inequívoco. Muito antes de Stalin ter instituído a restrição completa, estava em crescimento uma burocracia cultural que considerava a forma e o propósito mais alto da arte como propaganda, e começaram a restringi-la para adaptá-la a esta função. Atividades culturais foram reprimidas pela censura e por um monopólio das instituições culturais.
As imagens frequentemente inspiravam-se no realismo heróico. O pavilhão soviético para a Exposição Universal de Paris (de 1937) foi coroado, nos moldes heroicos, pela escultura monumental de Vera Mukhina, o Operário e Mulher Kolkosiana. Isso fez com que a arte heroica e romântica repercutissem, o que refletia o ideal ao invés do realístico.
A arte era preenchida com saúde e felicidade; as pinturas repletas de cenas agrícolas e industriais cheias de gente, e as esculturas retratavam os trabalhadores, guardas e crianças em idade escolar.
Em 1937, a Indústria do Socialismo foi concebida como uma grande exibição da arte socialista, mas as dificuldades com o sofrimento e o problema dos "inimigos do povo" aparecendo exigia uma reformulação, e, dezesseis meses depois, os censores finalmente autorizaram uma exposição.

### Jornais
Em 1917, com as primeiras aparições dos movimentos de resistência, os comunistas estavam prontos para dar início à publicação do "Pravda".
A primeira lei que os comunistas aprovaram ao assumirem o poder foi pôr fim aos jornais que se opuseram a eles. Ela teve que ser anulada e substituída por uma medida mais moderada, porém, por volta de 1918, Lenin liquidou a mídia independente, incluindo os jornais que surgiram no século XVIII.
De 1930 até 1941, e brevemente em 1949, circulava a revista de propaganda URSS em Construção. Ela foi publicada em russo, francês, inglês, alemão e, a partir de 1938, também em espanhol. O objetivo autoproclamado da revista era o de "refletir em fotografias todo escopo e variedade do trabalho de construção que vinha ocorrendo na URSS até então." Os periódicos tinham como principal alvo a audiência internacional, especialmente os intelectuais de esquerda do ocidente e empresários, e foram muito populares durante suas primeiras publicações, que incluía entre seus assinnantes George Bernard Shaw, H. G. Wells, John Galsworthy e Romain Rolland.
O analfabetismo era considerado um grave perigo, excluindo o analfabeto das discussões políticas. Em parte isso se deu porque as pessoas não podiam ter acesso aos jornais do Partido.

### Livros
Imediatamente após à revolução, os livros eram tratados com menos severidade do que os jornais, mas a nacionalização da mídia impressa e das editoras os manteve sob controle. As bibliotecas foram purgadas, às vezes de forma tão extrema que trabalhos de Lenin foram removidos.
Em 1922, a deportação de escritores e acadêmicos alertava que nenhum desvio era permitido, e a censura prévia foi voltou a ser instalada. Devido à falta de autores bolcheviques, muitos "companheiros de viagem" foram tolerados, mas o dinheiro só vinha caso eles respeitassem a linha partidária.
Durante os expurgos, os livros escolares eram tanto revisados que os estudantes tinham que estudar sem eles.

### Teatro
O teatro revolucionário era para inspirar o apoio ao regime e para provocar o ódio de seus inimigos, particularmente o teatro agitprop, conhecido pelo seus personagens de papelão, que apresentavam virtudes perfeitas e de total maldade, e pelo escárnio vulgar. A Petrushka era uma figura popular frequentemente usada para defender camponeses pobres e atacar os kulakss.

## Temas

### Novo Homem
Muitos trabalhos soviéticos retratavam o "herói positivo" como sendo intelectual e fortemente disciplinado. Ele não era guiado pelos instintos cruéis da natureza, mas por sua própria autoconsciência. O novo homem autruístico estava disposto a sacrificar não só a sua vida, mas também o respeito de si mesmo e sua sensibilidade. A igualdade e o sacrifício eram apresentados como o ideal apropriado para o "modo de vida socialista".
Era exigido do trabalho o empenho e a austeridade para mostrar o novo homem triunfando sobre seus instintos básicos. O dia da quebra do recorde da mineração de carvão fez com que Alexey Stakhanov se tornasse o quadragésimo exemplo de "novo homem" e inspirasse os movimentos stakhanovistas. O movimento impôs bastante pressão para aumentar a produção por parte tanto dos trabalhadores como a de gerentes, com os criticos sendo rotulados de "sabotadores".
Isso refletiu uma mudança desde os primeiros dias, com ênfase no "pequeno homem" entre os trabalhos anônimos, a fim de privilegiar o "herói do trabalho" no final do Primeiro Plano quinquenal, sendo dito explicitamente aos escritores para que produzissem a heroização.
Embora esses heróis tivessem se originado do povo, eles eram separados por seus feitos heroicos. O próprio Stakhanov era adequado para este papel, não apenas como um trabalhador, mas também pela sua boa aparência, como é o caso de muitos heróis de pôsteres, e por ser um homem de família. As dificuldades do Primeiro Plano Quinquenal foram apresentadas em  contas romantizadas. Nos anos 1937 e 1938, jovens heróis que realizaram grandes feitos apareciam na capa do Pravda, com mais frequência do que o próprio Stalin.
Posteriormente, durante o Grande Expurgo, fizeram-se alegações de que criminosos foram "reforjados" pelo seu trabalho no Canal Mar Branco–Báltico; a salvação através do trabalho apareceu em Os Aristocratas, de Nikolai Pogodin, bem como em muitos artigos.
Poderia haver também uma nova mulher; o Pravda descreveu a mulher soviética como alguém que jamais poderia ter existido antes. Stakhanovistas femininas eram mais raras do que os masculinos, porém um quarto de todas as mulheres sindicalistas foram designadas como "transgressoras das normas". Para a Exposição Universal de Paris, Vera Mukhina modelou uma escultura monumental, Operário e Mulher Kolkosiana, cujos personagens estão vestidos em roupas de trabalho, com o martelo dele e a foice dela cruzados e prensados para frente. Políticas pró-natalidade incentivando as mulheres a terem muitos filhos eram justificadas pelo egoísmo inerente ao limitar a próxima geração de "novos homens". As "Mães-Heroínas" recebiam medalhas por dez ou mais filhos.
Os stakhanovistas também eram muito usados como figuras de propaganda, que alguns trabalhadores se queixavam de suas faltas no trabalho.
O assassinato de Pavlik Morozov foi amplamente explorado na propaganda, a fim de estimular nas crianças o dever de denunciar até mesmo os seus próprios pais para o novo estado.

### Inimigo de classe
O inimigo de classe (ou inimigo do povo) era uma característica da propaganda comunista bastante difundida. Com a Guerra Civil Russa, os comunistas foram massacrar grandes quantidades de kulaks e, de outra forma, promulgar um Terror Vermelho para que as massas ficassem aterrorizadas e obedientes.
Lenin declarou que eles estavam exterminando a burguesia como uma classe, posição que foi reforçada pelas várias ações contra os proprietários de terra, agricultores em boa situação, bancos, fábricas e lojas privadas. Stalin avisava frequentemente que com o esforço para se construir uma sociedade socialista, a luta de classes se fortaleceria à medida que os inimigos ficassem mais desesperados. Durante a era stalinista, todos os líderes da oposição eram rotineiramente descritos como traidores e agentes das forças estrangeiras e imperialistas.
O Plano Quinquenal intensificou a luta de classes com muitos ataques aos "kulaks", e quando descobriu-se que vários oponentes agricultores não eram ricos o suficiente para classificá-los, eles eram declarados como "sub-kulaks". "Os kulaks e outros inimigos estrangeiros de classe" eram frequentemente citados como sendo a causa dos fracassos nas fazendas coletivas. Durante o primeiro e segundo planos quinquenais, kulaks, solapadores, sabotadores e nacionalistas foram atacados, o que acabou causando o Grande Terror. Aqueles que lucravam com a propriedade pública eram considerados "inimigos do povo". No fim dos anos 1930, todos os "inimigos" eram agrupados em artes, retratando-os como os apoiadores de uma idiotice histórica. Os jornais relatavam ainda o julgamento de crianças, a partir dos dez anos, por comportamento fascista e contrarrevolucionário. Durante o Holodomor, os camponeses que passavam fome eram denunciados como sabotadores e os mais perigosos que tinham uma aparência gentil e inofensiva os faziam parecer inocentes; as mortes eram apenas provas de que os camponeses odiavam tanto o socialismo que estavam dispostos a sacrificar suas famílias e arriscar suas vidas para combatê-lo.
Ao denunciar os contrarrevolucionários Brancos, os trotskistas, os solapadores e outros, Stalin voltou a sua atenção para a velha guarda comunista. A própria improbabilidade das acusações era citada como evidência, já que as denúncias mais plausíveis poderiam ter sido inventadas.
Esses inimigos eram levados para os gulags, cuja propaganda apregoava se tratarem de "campos de trabalho corretivo", de tal forma que até mesmo as pessoas que viam a fome e o trabalho escravo acreditavam na propaganda, em vez de nos seus próprios olhos.
Durante a Segunda Guerra Mundial, todos os nacionalistas, tais como os Alemães do Volga, eram rotulados de traidores.
O próprio Stalin chegou a informar Sergei Eisenstein de que seu filme Ivan, o Terrível apresentava falhas, pois ele não mostrava a necessidade do terror na perseguição de Ivan por parte da nobreza.

### Nova sociedade
A propaganda pode iniciar um grande movimento ou uma revolução, mas somente se as massas se unirem para fazer das imagens produzidas pela propaganda uma realidade. Uma boa propaganda deve incutir lentamente nas pessoas a esperança, a fé e a certeza. Ela precisa trazer a solidariedade entre a população. Deve evitar a desmoralização, a falta de esperança e a resignação. A União Soviética fez o seu melhor para tentar e criar uma nova sociedade na qual a população da Rússia pudesse se unir em um só povo.
Um tema comum foi a criação de uma nova sociedade utópica, representada em pôsteres e em jornais cinematográficos, que inspirava um entusiasmo em muitas pessoas. Grande parte da propaganda era dedicada a uma nova comunidade, como exemplificado no uso do termo "camarada". Esta nova sociedade não possuiria classes. As distinções se baseariam na função, não na classe, e todos teriam o dever igualitário para trabalhar. Durante as discussões sobre a nova constituição nos anos 1930, um locutor proclamou que não existia, de fato, classes na URSS, e os jornais espalhavam que os sonhos da classe trabalhadora estavam se tornando realidade para o povo mais sortudo do mundo. Um consentimento de que existiam classes - trabalhadores, camponeses e trabalhadores intelectuais — foi descartado como irrelevante, já que estas novas classes não precisariam entrar em conflito.
Metáforas militares foram frequentemente usadas para esta criação, como em 1929, em que a coletivização da agricultura foi oficialmente designada como uma "ofensiva socialista em granda escala em todas as frentes". O Segundo Plano Quinquenal contribuiu para diminuir a Ofensiva Socialista, isso contra um fundo propagandístico de comemorar os triunfos da URSS no "campo de batalha da construção do socialismo".
Nos tempos stalinistas, isso era frequentemente descrito como sendo uma "grande família", com Stalin sendo o grande pai.
A felicidade era obrigatória; em um romance onde um cavalo foi descrito como sendo um "lerdo", o censor desaprovou, perguntando por que ele não se movia rapidamente, sendo feliz como o resto dos trabalhadores coletivos da fazenda.
Kohlkhoznye Rebiata publicou relatórios bombásticos das fazendas coletivas de seus filhos. Quando eram fornecidos cafés da manhã quentes aos estudantes, particularmente em escolas da cidade, o programa era anunciado com grandes comemorações.
Como a sociedade comunista era vista como a mais alta forma de sociedade e a mais progressista, ela era considerada eticamente superior a todas as outras, e a "moral" e o "imoral" eram determinados pelas coisas que ajudavam ou dificultavam seu desenvolvimento. A legislação Czarista foi abertamente abolida, e, embora os juízes podiam usá-la, eles eram guiados pela "consciência revolucionária". Sob a pressão da necessidade de leis, mais e mais foram implementadas; Stalin justificou isso na propaganda ao passo que a lei se "definharia" melhor quando sua autoridade fosse elevada para a mais alta, através de suas contradições.
Quando o esboço da nova constituição levou as pessoas a acreditarem que a propriedade privada retornaria e que os trabalhadores poderiam deixar as fazendas, foram enviados palestrantes para "esclarecer" o assunto.

#### Produção
Stalin declarou abertamente que os bolcheviques precisavam, em dez anos, diminuir as diferenças existentes entre a URSS e os países ocidentais, caso contrário o socialismo seria destruído. Em apoio aos planos quinquenais, ele afirmou que a lentidão industrial foi quem causou as derrotas históricas da Rússia. Os jornais relataram uma superprodução de cotas, embora muitas não tenham sido implementadas, e nos locais onde elas existiam, os produtos eram frequentemente de má qualidade.

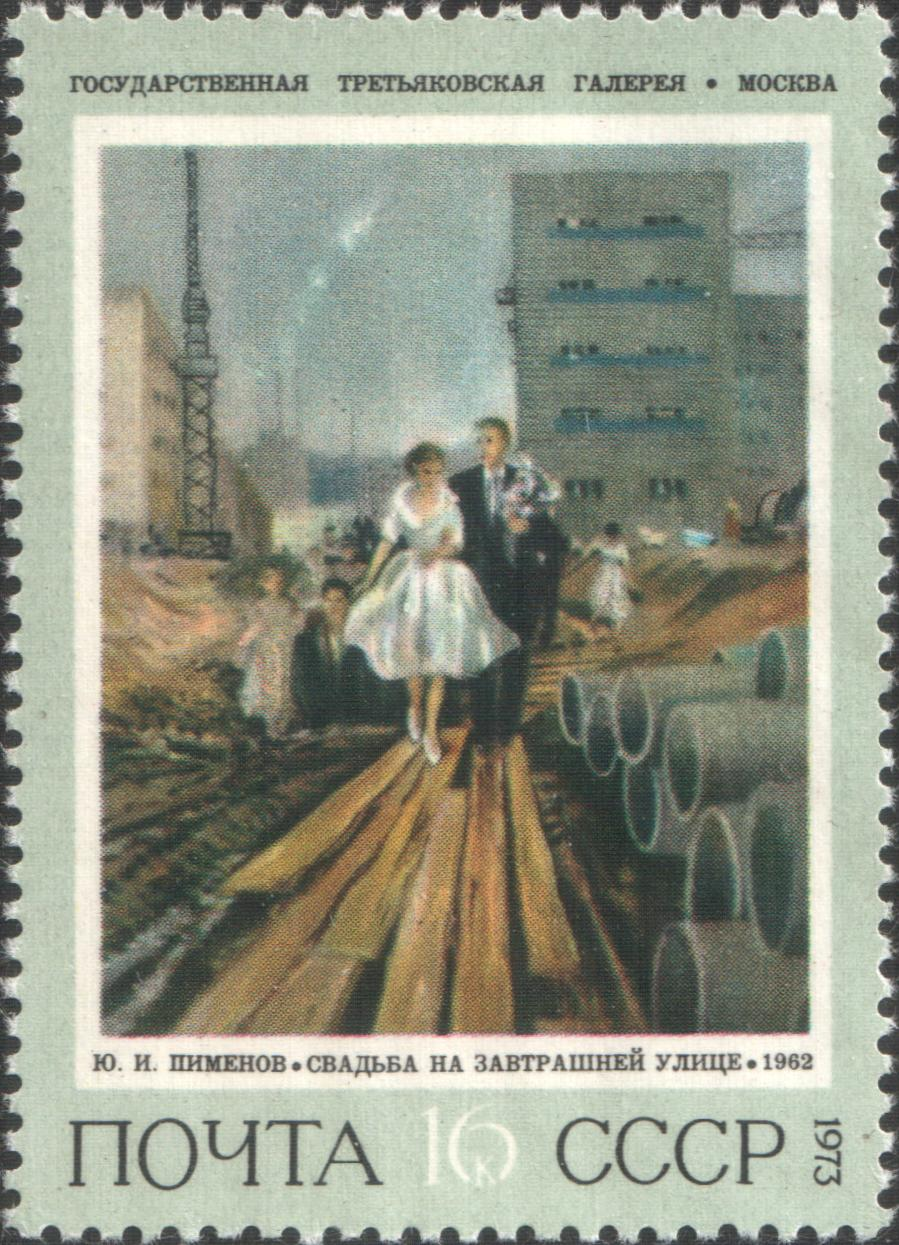
Um selo retratando "Casamento em uma Rua de Amanhã", de Pimenov

Durante os anos 1930, o desenvolvimento da URSS era o único tema dos filmes, da arte e da literatura. Os heróis da exploração do Ártico eram glorificados. O vigésimo aniversário da Revolução de Outubro foi homenageado com um trabalho de cinco volumes enaltecendo os feitos do socialismo e (no último volume) as "fantasias baseadas na ciência" do futuro, levantando questões tais como se o mundo inteiro ou somente a Europa se tornaria socialista em vinte anos.
Mesmo quando a maioria da população ainda era rural, dizia-se que a URSS era "uma forte potência industrial". A revista URSS em Construção glorificou o Canal Moscou-Volga com uma breve menção do trabalho escravo que o havia construído.
Em 1939 chegou-se a pensar em um plano de racionamento, porém ele não chegou a ser implementado, pois enfraqueceria a propaganda de melhoria dos cuidados do povo, cujas vidas cresciam melhores e mais felizes a cada ano.
Durante a Segunda Guerra Mundial, os slogans mudaram: da superação ao atraso, passaram a ser de superação à "besta fascista", mas continuaram se focando na produção. Dizia o slogan: "Tudo para a Frente!". Grupos de Jovens Comunistas eram usados como tropas de choque para causar vergonha nos trabalhadores a fim de aumentar a produção, bem como para disseminar a propaganda socialista.
Nos anos 1950, Nikita Khrushchev repetia com orgulho que a URSS superaria o Ocidente em matéria de bem-estar. Outros oficiais comunistas concordaram que ela mostraria em breve sua superioridade, pois o capitalismo se assemelhava a um arenque morto que brilhava assim que apodreceu.
Posteriormente, a URSS passou a ser referida como "socialismo desenvolvido".

### Movimentos de massa
Deram uma grande ênfase à educação.
O primeiro ataque contra Stalin, depois da sua morte, foi a publicação de artigos no "Pravda" declarando que as massas fizeram história e também o erro do "culto ao indíviduo".

### Pacifismo
Uma ideia bastante recorrente era de que a União Soviética pacifista.
Muitas advertências foram feitas sobre a necessidade de se manter longe de qualquer guerra imperialista, já que o colapso do capitalismo deixaria os países capitalistas mais desesperados.
O Pacto Molotov-Ribbentrop era apresentado como sendo uma ação de paz.

### Internacionalismo
Antes mesmo que os bolcheviques tomaram o poder, Lenin proclamava em seus discursos que a Revolução era a vanguarda de uma revolução em todo o mundo, tanto internacional como socialista. Os trabalhadores foram informados de que e eles eram a vanguarda do socialismo mundial; repetia-se constantemente o slogan "Trabalhadores do mundo, uni-vos!"
A República Socialista Federativa Soviética da Rússia usou o termo Rossiiskaya, e não Russkaya, para referi-lo à região em vez do grupo étnico e, assim, incluir todas as etnias.
Lenin fundou a organização Comintern para disseminar o Comunismo internacionalmente. Stalin passou a usá-lo a fim de promover o Comunismo no mundo inteiro para o benefício da URSS. Quando este tópico se tornou difícil para lidar com os Aliados da Segunda Guerra Mundial, a Comintern foi dissolvida. Semelhantemente, o hino A Internacional foi abandonado.
Fez-se intensa propaganda dos prisioneiros de guerra japoneses antes de sua libertação, em 1949, para atuar como agentes soviéticos.

### Culto à personalidade
Enquanto Lenin se sentia inconfortável com o culto à personalidade que surgiu em torno dele, o partido se aproveitou disso durante a guerra civil e manteve após a sua morte. No início de 1918, escreveu-se uma biografia de Lenin, e bustos foram produzidos. Com sua morte, o seu corpo embalsamado foi exibido (com a finalidade de explorar as crenças de que corpos de santos não se decompunham), e álbuns de figurinhas sobre sua vida foram criados em grandes quantidades.
Stalin se apresentava como um homem simples do povo, mas diferente da política cotidiana pelo seu papel único como líder. A sua vestimenta era cuidadosamente selecionada para fortalecer esta imagem.
A propaganda o apresentava como herdeiro de Lenin, exagerando suas relações, até que o culto a Lenin tivesse sido transferido para Stalin. Esse efeito foi exibido em cartazes onde, inicialmente, Lenin era a figura dominante sobre Stalin e, com o passar do tempo, foi tornando-se igual, menor e menos relevante, até que tivesse sido reduzido a uma assinatura do livro em que mostrava Stalin lendo. Isso ocorreu apesar dos relatos históricos descreverem Stalin como insignificante, ou até mesmo como uma "mancha cinzenta", no início da Revolução. A partir do final dos anos 1920, até ter sido desmascarado na década de 60, ele era apresentado como o líder militar supremo da guerra civil. Stalingrado foi renomeada em sua homenagem sob a alegação de que ele a havia salvado sozinho e contra ordens na guerra civil.
Era frequentemente representado como o grande pai da "grande família" que era a nova União Soviética. As regulação sobre como exatamente retratar a imagem de Stalin e a escrita de sua vida eram promulgadas cuidadosamente (ver: Falsificações de fotografias na União Soviética). Fatos inconvenientes, tais como ele ter pretendido cooperar com o governo czarista no seu retorno ao exílio, fora eliminado de sua biografia.
Seu trabalho para a União Soviética era admirado com cantos para a "luz na janela do Kremlin".
Marx, Engels, Lenin e, acima de todos, Stalin apareciam com frequência em artes.
Discussões sobre a constituição proposta nos anos 1930 incluíam efusivos agradecimentos ao "Camarada Stalin".  Projetos de engenharia, como os canais, eram descritos como tivessem sido decretados pessoamente pelo Stalin. Os Jovens Pioneiros eram ordenados a lutarem pela "causa de Lenin e Stalin". Durante os expurgos, ele aumentou suas aparições em público, tirando fotografias com crianças, pilotos e stakhanovistas sendo saudado como a fonte da "vida feliz" e, de acordo com o "Pravda", andando de metrô com trabalhadores comuns.
A propaganda foi eficaz. Muitas pessoas jovens que trabalhavam duro em construção idolatravam Stalin. Muitos optaram em acreditar que as as acusações feitas nos expurgos eram verdadeiras ao invés de crer que Stalin tivesse traído a revolução.
Durante a Segunda Guerra Mundial, esse culto à personalidade foi certamente fundamental para inspirar um nível profundo de compromisso das massas da União Soviética, seja no campo de batalha ou na produção industrial. Stalin fez uma visita passageira à frente de combate para que os propagandistas pudessem alegar que ele havia arriscado sua vida com os soldados da linha de frente. Todavia, o culto diminuiu até que a chegada da vitória estivesse próxima. Como estava claro que a União Soviética venceria eventualmente a guerra, Stalin garantiu que a propaganda sempre mencionasse a sua liderança da guerra; os generais vitoriosos eram deixados de lado e nunca foram permitidos a se envolverem com rivais políticos.
Logo após a sua morte, foram feitos ataques ao "culto do indivíduo" -  inicialmente velados e, posteriormente, abertamente - com o argumento de que a história se fez pelas massas.
Embora liderasse os ataques contra o culto, Khrushchev, no entanto, buscou a publicidade e suas fotografias apareciam frequentemente nos jornais.

#### Trotsky
Assim que Stalin tomou o poder, Trotsky foi retratado em um culto de antipersonalidade. Isso começou com a afirmação de que ele não tinha se unido aos Bolcheviques até o final, depois de ter sido feito o planejamento da Revolução de Outubro.

### Propaganda de extermínio
Alguns historiadores acreditam que um importante objetivo da propaganda comunista era o de "justificar as repressões políticas de grupos sociais inteiros cujo Marxismo considerava antagônicos à classe proletária",[carece de fontes?] como nas campanhas de descossaquização ou deskulakização. Richard Pipes escreveu: "um dos principais objetivos da propaganda Comunista era provocar emoções políticas violentas contra os inimigos do regime".
O meios mais eficazes de ser conseguir este objetivo "era a negação da humanidade das vítimas através do processo de desumanização", "a redução do inimigo real ou imaginário a um estado zoológico".[carece de fontes?] Em particular, Vladimir Lenin ordenou o extermínio dos inimigos como se fossem "insetos nocivos", "piolhos" e "parasitas".[carece de fontes?]
De acordo com o escritor e propagandista Máximo Gorki, "O ódio de classe deveria ser cultivado por uma revulsão orgânica, na medida em que o inimigo ficasse preocupado. Inimigos precisam ser vistos como inferiores. Eu acredito profundamente que o inimigo seja inferior a nós e, também, um degenerado não apenas no plano físico, como também no senso moral".[carece de fontes?]
Ele também ordenou usar o inimigo do povo como "cobaias" para experimentos com humanos no Instituto de Medicina Experimental da URSS, em 1933, que, de acordo com ele, seria "um verdadeiro serviço para a humanidade".[carece de fontes?] Segundo o Livro Negro do Comunismo, um exemplo de tal retórica de demonização animal eram os discursos proferidos pelo procurador do estado Andrey Vyshinsky durante as farsas judiciais de Stalin.[carece de fontes?]

### Antirreligiosa
No início da revolução, a propaganda ateísta foi empurrada numa tentativa de extinguir a religião. Considerando a religião mais como um inimigo de classe do que como um concorrente para a mente das pessoas, o governo aboliu as prerrogativas da Igreja Ortodoxa Russa e fez dela alvo de ridicularização. Incluíam-se desfiles antirreligiosos provocadores e artigos de jornais que geraram um efeito negativo, o que chocou profundamente a população. Essas ações foram suspensas e substituídas por palestras e outros métodos mais intelectuais.
A Sociedade dos Sem-Deus, organizada para tais objetivos, e as revistas Bezbozhnik (em português:  "O Ateu") e Bezbozhnik u Stanka (em português:  "Os Ateus no Local de Trabalho") difundiam a propaganda ateísta. A educação ateística era considerada uma tarefa essencial das escolas soviéticas. A ação, que tinha por objetivo acabar com o analfabetismo, foi dificultada pelas tentativas de se combiná-la com a educação ateística, o que provocou o afastamento dos camponeses e que eventualmente se reduziu.
Em 1929, todas as formas de educação religiosa foram banidas como propaganda religiosa, e o direito à propaganda antirreligiosa era explicitamente assegurada. Consequentemente, a Liga dos Sem-Deus acabou se tornando a Liga dos Militantes Sem-Deus.
Proclamou-se um "Plano Quinquenal contra Deus", supostamente a pedido das massas. Virtudes cristãs, como a humildade e a ternura, foram ridicularizadas na imprensa com autodisciplina, lealdade ao partido, confiança no futuro e, em contrapartida, recomendando-se o ódio aos inimigos de classe. A propaganda antirreligiosa na Rússia foi um eventual sucesso, já que ela conseguiu reduzir as demonstrações públicas de religiões. Em alguns aspectos, essa ação de remover a religião unificou e separou a Rússia ainda mais, haja vista que agora não havia mais similaridades e diferenças religiosas entre as pessoas por lá.
Muitos dos esforços antirreligiosos eram dedicados para promover a ciência em seu lugar.
Durante o desmascaramento de um milagre - de uma Virgem que supostamente chorava lágrimas de sangue, mas que se mostrou ser água contaminada com líquidos multicoloridos que haviam sido despejados na estátua - foi oferecido ao público presente como prova da ciência, o que resultou na morte de dois cientistas por parte das massas.
O movimento Igreja Viva desprezava a hierarquia da Igreja Ortodoxa Russa e pregava que o socialismo era a forma moderna de Cristianismo; Trotsky insistiu no encorajamento deles em dividir a Igreja Ortodoxa.
Durante a Segunda Guerra Mundial, a propaganda antirreligiosa havia sido desfeita; pela primeira vez, o "Pravda" escreveu a palavra "Deus" com letras maiúsculas, visto que a prática religiosa passou a ser efetivamente incentivada. Grande parte dessa nova propaganda era para destinada ao consumo externo, onde a crença religiosa estava desacreditada, com Roosevelt condenando o Nazismo e o Comunismo como sendo regimes ateístas que não permitiam a liberdade de consciência.

### Anti-intelectualismo
Entre as campanhas contra a cultura burguesa e fazendo com que a ideologia da Ofensiva Socialista fosse inteligível às massas, com clichês e estereótipos, um tom anti-intelectual cresceu na propaganda. Líderes comunistas posavam como pessoas comuns sem qualquer interesse por assuntos como as belas artes e o balé, mesmo quando eles escolhiam seletivamente da cultura da classe trabalhadora.

### Plutocracias
Nos anos 1920, muita propaganda soviética para o mundo exterior apontava os países capitalistas como se fossem plutocracias, alegando que eles pretendiam destruir a União Soviética como o paraíso dos trabalhadores. E que o capitalismo, por ser o responsável pelos males do mundo, era, portanto, fundamentalmente imoral.
O fascismo era exibido como um ataque terrorista do capital financeiro, vindo da pequena burguesia e dos camponeses médios, equivalente aos kulaks, que foram os perdedores no processo histórico.
Durante as fases iniciais da Segunda Guerra Mundial, foi apresentado abertamente como uma guerra entre os capitalistas, que os enfraqueceria e permitiria o triunfo comunista, contanto que a união Soviética ficasse de fora. Os partidos comunistas de todo mundo tinham sido instruídos a se oporem à guerra como se ela fosse um conflito entre estados capitalistas.
Depois da Segunda Guerra, os Estados Unidos da América foi apresentado como sendo um bastião da opressão imperialista, com o qual haveria uma rivalidade não violenta, como se o capitalismo se encontrava nos seus últimos estágios.

### Anticzarista
Campanhas contra a sociedade czarista continuaram efetivamente na história da União Soviética. Um discursante havia feito a recontagem de quantos homens tiveram de servir no exército imperial por vinte e cinco anos, e foi interrompido por um membro da plateia que disse que isso não importava, uma vez que eles possuíam comida e roupa.
As crianças foram informadas de que o "passado amaldiçoado" havia sido deixado para trás e que elas poderiam se tornar completamente "Vermelhas".

### Antipolonesa
Um exemplo de propaganda antipolonesa do período da Guerra Polonesa-Soviética é o pôster.
A propaganda foi usada durante a Invasão soviética da Polônia e também na anexação da Polônia Oriental, em 1939 a 1941.

### Guerra espanhola
Vários escritores e artistas comunistas e soviéticos participaram da guerra civil espanhola (Mikhail Koltsov, Ilya Ehrenburg) ou apoiaram os republicanos. O poema popular revolucionário "Grenada", de Mikhail Arkadyevich Svetlov, foi publicado já em 1926.

### Segunda Guerra Mundial

#### Propaganda antinazista pré-guerra
Os filmes Professor Mamlock e A Família Oppenheim foram lançados em 1938 e 1939, respectivamente.

#### Pacto Molotov-Ribbentrop
Diante do enorme estado de confusão pelo qual passava a União Soviética, o Pacto Molotov-Ribbentrop foi defendido pelo ministro das Relações Exteriores em Gorky. Molotov defendeu-o em um artigo do Pravda, declarando que era um tratado entre estados, não entre sistemas. O próprio Stalin criou diagramas para mostrar que Neville Chamberlain queria colocar a URSS contra a Alemanha Nazista, mas o Camarada Stalin sabiamente tinha colocado a Grã-Bretanha contra a Alemanha Nazista.
Durante o período do pacto, os propagandistas elogiavam grandemente os alemães. As propagandas antialemães e antinazistas, como o filme Professor Mamlock, foram banidas.

#### Antialemã
Em um programa transmitido em 1941, Stalin declarou que a Alemanha empreendeu uma guerra para exterminar os povos da URSS. Uma propaganda publicada no Pravda acusava todos os alemães de serem assassinos, parasitas e canibais, e muito jogo de cena era feito das supostas atrocidades. O ódio era promovido aberta e publicamente. Eles foram informados de que os alemães não capturaram quaisquer prisioneiros. Os guerrilheiros eram encorajados a se verem como vingadores. Ilya Ehrenburg foi um notável articulista da propaganda.
Muitos filmes antialemães no período do Nazismo giravam em torno da perseguição aos judeus na Alemanha, tais como Professor Mamlock e A Família Oppenheim. Moça Nº 217 retratou os horrores das punições sobre os prisioneiros de guerra russos, em especial a escravização da personagem principal Tanya por uma família alemã desumana, mostrando o tratamento cruel dado aos ostarbeiters (trabalhadores da Europa centro-oriental) na Alemanha Nazista.
Apesar do próprio tratamento dado à religião, permitiu-se o renascimento da Igreja Ortodoxa durante a Segunda Guerra Mundial, com a finalidade de demonizar o Nazismo como sendo o único inimigo da religião.
Vasily Grossman e Mikhail Arkadyevich Svetlov eram os correspondentes do jornal militar russo Estrela Vermelha (em inglês:  Krasnaya Zvezda).

##### Alemanha vs. Hitleristas
A propaganda soviética destinada aos alemães durante a Segunda Guerra Mundial teve o cuidado em distinguir os alemães comuns de seus líderes, os hitleristas, e declarar que não tinham desavenças com o povo. A única maneira de descobrir se um soldado alemão havia caído vivo em mãos soviéticas era escutar; o rádio iria anunciar que um certo prisioneiro falaria, dando então algum tempo para que sua família se reunisse e o ouvisse, intervalo que era preenchido com propaganda. Um Comitê Nacional por uma Alemanha Livre foi fundado em campos de prisioneiros de guerra na União Soviética numa tentativa de promover uma revolta na Alemanha.

#### Antifascismo
O antifascismo foi muito empregado na propaganda voltada para o exterior durante a década de 1930, particularmente com o objetivo de atrair pessoas para organizações de fachada.
A Guerra Civil Espanhola, em particular, foi utilizada para sufocar a dissidência entre os partidos comunistas europeus e suprimir reportagens sobre o crescente totalitarismo de Stalin.

#### Nacionalista
Diante da ameaça nazista, as reivindicações internacionais do Comunismo foram minimizadas, e as pessoas eram encorajadas a ajudarem a defender o país por motivos patrióticos. A presença de um inimigo real foi usada para inspirar ações e a produção em face da ameaça ao Pai da União Soviética ou à Mãe Rússia. Todos os cidadãos soviéticos foram chamados para lutar, e os soldados que se rendiam haviam fracassado ao cumprir o seu dever. Para prevenir as fugas de Stalingrado, soldados eram instigados a lutarem pela terra.
A história russa era pressionada a produzir um passado heroico e símbolos patrióticos, ainda que de forma seletiva. Por exemplo, homenageando os homens como construtores do estado. O filme Alexander Nevsky fez de sua temática principal a importância de pessoas comuns em salvar a Rússia, enquanto que os nobres e comercientas nada fizeram, assunto que foi intensamente aproveitado. Entretanto, os personagens exibidos não possuíam nenhuma conexão com o socialismo. Os artistas e escritores tiveram mais liberdade, contanto que não criticassem o Marxismo diretamente e que contivessem temas patrióticos. Isso ficou conhecido como "A Grande Guerra Patriótica" e as histórias apresentaram-na como uma luta de heroísmo das pessoas comuns.
O termo "pátria" era usado para designar a União Soviética, e, enquanto heróis russos eram ressuscitados, os heróis soviéticos passaram a ser bastante utilizados também. Houve apelos de que os lugares de outras nacionalidades eram também as suas próprias casas.
Vários cidadãos soviéticos achavam que o tratamento dado aos soldados que haviam caído em mãos inimigas, considerados "traidores da Pátria", era apropriado para a sua severa determinação, e a filosofia do "nenhum passo para trás" inspirava soldados a lutarem com heroísmo e sacrifício próprio.
Isso continuou depois da guerra numa campanha para se eliminar elementos antipatrióticos.
Nos anos 1960, reviveu-se as memórias da Grande Guerra Patriótica para reforçar o apoio ao regime, com todas as contas de bancos cuidadosamente censuradas a fim de prevenir a divulgação dos registros da incompetência do Stalin, as derrotas e o alto custo.

## Propaganda soviética no exterior
Trotsky e um pequeno grupo de comunistas consideravam que a União Soviética estaria condenada, caso não houvesse uma difusão internacional do Comunismo. Contudo, a vitória de Stalin, o qual considerava a construção do socialismo na União Soviética como um modelo necessário para o resto do mundo e que representava a visão da maioria, não pôs fim à propaganda internacional.
Na década de 1980, a CIA havia estimado que o orçamento da propaganda soviética no exterior estava entre os 3.5-4.0 bilhões de dólares.
A propaganda externa foi parcialmente conduzida por agências de inteligência soviéticas. Só o GRU gastou mais que $1 bilhão com propaganda e movimentos de paz contra a Guerra do Vietnam, que foi uma "campanha altamente sucedida e cujo custo valeu a pena", de acordo com o desertor do Departamento Central de Inteligência Stanislav Lunev. Ele afirmou que "o GRU e a KGB ajudaram a financiar praticamente todos os movimento pacifistas e organizações na América e no exterior".
Segundo Oleg Kalugin:
| “ | A inteligência soviética era realmente incomparável. ... Os programas da KGB -- que executariam todos os tipos de congressos, congressos de paz, congressos juvenis, festivais, movimentos feministas, movimentos de sindicatos, campanhas contra os mísseis americanos na Europa, contra as armas neutrônicas, alegações de que a AIDS ... tinha sido inventada pela CIA ... todos os tipos de falsificações e materiais adulterados -- eram destinados a políticos, à comunidade acadêmica, ao público em geral. | ” |

Os movimentos dirigidos pelos soviéticos fingiam ter pouca ou nenhuma ligação com a URSS; eram vistos frequentemente como não comunistas (ou aliados a esses grupos), quando na verdade eram controlados pela URSS. Grande parte dos membros e apoiadores, denominados "idiotas úteis", não percebiam que eram instrumentos de resistência da propaganda soviética. Por meio de Medidas ativas, as organizações visavam convencer os ocidentais bem-intencionados, porém ingênuos, a apoiarem os objetivos claros e obscuros dos soviéticos. Em uma audiência do Congresso dos EUA, a respeito de operações soviéticas de encobertamento, uma testemunha descreveu os objetivos de tais organizações: "espalhar os temas da propaganda soviética e criar a falsa impressão de apoio público às políticas externas da União Soviética."
Boa parte dos movimentos de paz dirigidos pelos soviéticos eram supervisionados pelo Conselho Mundial da Paz. Outras organizações importantes incluíam a Federação Sindical Mundial, a Federação Mundial da Juventude Democrática e a União Internacional de Estudantes. Organizações menos importantes incluíam: Organização de Solidariedade do Povo Afro-Asiático, Conferência Cristã da Paz, Associação Internacional de Advogados Democráticos, Federação Internacional de Movimentos de Resistência, Instituto Internacional pela Paz, Organização Internacional de Jornalistas, Federação Democrática Internacional das Mulheres e Federação Mundial dos Trabalhadores Científicos. Existiam numerosas organizações menores afiliadas com as frentes citadas acima.
Essas organizações recebiam da URSS (no total) mais do que 100 milhões de dólares por ano.
A propaganda contra os Estados Unidos incluíam as seguintes ações:
- Promoção de falsas teorias sobre o assassinato de John F. Kennedy, alegadamente usando o escritor Mark Lane.
- Desacreditar a CIA através do historiador Philip Agee (com codinome PONT).
- Espalhar rumores de que o diretor do FBI, J. Edgar Hoover, era homossexual.
- Tentativas de desacreditar Martin Luther King, Jr. através de publicações retratando-o como um "Uncle Tom", que secretamente recebia subsídios do governo.
- Incitando tensões raciais nos Estados Unidos com o envio de cartas falsas da Ku Klux Klan e espalhando teorias conspiratórias de que o assassinato de Martin Luther King Jr. havia sido planejado pelo governo norte-americano.
- Operação INFEKTION: fabricação da história de que o vírus da AIDS foi manufaturado por cientistas dos EUA em Fort Detrick; a história foi espalhada pelo biólogo russo Jakob Segal.
- O jornal propagandístico Soviet Weekly foi publicado no Reino Unido.
- Sputnik era uma revista mensal editada na União Soviética em muitos idiomas, incluindo o inglês.

## Leitura complementar
- Ellul, Jacques. Propaganda: The Formation of Men's Attitudes. Trans. Konrad Kellen & Jean Lerner. New York: Knopf, 1965. New York: Random House/ Vintage 1973